# إبراهام غونزاليس (سياسي)
إبراهام غونزاليس (بالإسبانية: Abraham González)‏ هو سياسي أرجنتيني، (و. 1782 – 1838 م).